# Uno splendido disastro (film)
Uno splendido disastro (Beautiful Disaster) è un film del 2023 diretto da Roger Kumble e tratto dall'omonimo romanzo del 2011 di Jamie McGuire.

## Trama
Abby Abernathy è una giovane donna che ha deciso di allontanarsi dalla sua vita precedente, cercando di ricominciare in un ambiente universitario dove può nascondere il suo passato oscuro. Cresciuta in una famiglia instabile e difficile, Abby è determinata a non ripetere gli errori della madre e a costruire una vita diversa per sé stessa. Decisa a mantenere un profilo basso e a concentrarsi sui suoi studi, Abby tenta di sfuggire a qualsiasi tipo di distrazione, specialmente quelle legate agli uomini e alle relazioni complicate.
Il suo mondo, tuttavia, cambia radicalmente quando incontra Travis "Mad Dog" Maddox, uno degli studenti più popolari e temuti del campus. Travis è un giovane con una reputazione da bad boy: affascinante, impulsivo e con un carattere difficile da gestire, Travis è noto per le sue numerose conquiste amorose e per il suo comportamento provocatorio. Nonostante il suo atteggiamento selvaggio, Travis è anche un ragazzo estremamente protettivo nei confronti dei suoi amici e della sua famiglia, e cela una vulnerabilità che pochi sono riusciti a scoprire.
Il loro incontro avviene in modo casuale, ma immediatamente scatta una sorta di attrazione tra i due. Abby, nonostante il suo desiderio di mantenere una certa distanza emotiva, non può fare a meno di sentirsi attratta da Travis, che è al contempo affascinante e pericoloso. Travis, dal canto suo, è subito colpito dalla determinazione di Abby e dalla sua capacità di non lasciarsi facilmente influenzare dal suo fascino o dal suo comportamento turbolento.
Nel tentativo di dimostrare che Abby non può restare indifferente alla sua presenza, Travis la sfida a un "gioco" che consiste nel mantenere un rapporto platonico. La sfida è semplice: lui dovrà comportarsi da "bravo ragazzo" e lei dovrà restare vicino a lui, senza cedere alle tentazioni. Ma come accade spesso in storie d'amore intense, le emozioni si complicano rapidamente. Quello che inizialmente sembra un gioco innocente si trasforma in una lotta interiore per entrambi, mentre le loro vite si intrecciano in modo sempre più profondo e inestricabile.
Abby, pur essendo attratta da Travis, è anche molto consapevole della sua natura impulsiva e della sua reputazione di "bad boy". Non vuole essere un'altra delle sue conquiste, e teme che una relazione con lui possa distruggerla, come è successo con altre persone nel suo passato. La sua paura di lasciarsi andare e di cadere in una relazione che potrebbe farle male la spinge a mantenere una certa distanza emotiva, anche se il legame tra loro diventa sempre più forte e irresistibile.
Travis, dal canto suo, è tormentato da un passato altrettanto difficile. Cresciuto in una famiglia disfunzionale e segnato da tragedie personali, Travis ha costruito una facciata di uomo duro e indifferente, ma sotto quella superficie si nascondono insicurezze e ferite profonde. L'incontro con Abby lo costringe a mettere in discussione se stesso e le sue convinzioni sull'amore, e nonostante il suo comportamento spesso scontroso, è evidente che sta cambiando grazie alla presenza di lei nella sua vita. Alla fine, nonostante tutte le difficoltà e le sfide che hanno affrontato, Abby e Travis riescono a superare gli ostacoli e a trovare una forma di equilibrio. Non è una fine perfetta, ma è un nuovo inizio per entrambi, che finalmente riescono a guardare al futuro con speranza e determinazione.

## Distribuzione
Uno splendido disastro fu distribuito nei cinema statunitensi per due sole serate, il 12 e 13 aprile 2023, dalla Fathom Events. Fu distribuito sulle piattaforme digitali dalla Vertical Entertainment il successivo 3 maggio, mentre l'edizione italiana fu pubblicata in streaming su Prime Video due giorni dopo dalla Leone Film Group.

## Accoglienza

### Incassi
A livello internazionale il film ha incassato quasi 6,9 milioni di dollari.

### Critica
Il film è stato accolto in modo prevalentemente negativo dalla critica. Il sito Rotten Tomatoes ha raccolto otto recensioni di cui due positive.

## Sequel
Il 24 gennaio 2024 fu distribuito negli Stati Uniti il sequel Uno splendido disastro 2 - Il matrimonio, sempre diretto da Kumble.